# Sinikka Langeland
Sinikka Langeland (née le 13 janvier 1961 à Grue) est une chanteuse norvégienne de folk.

## Biographie
Pendant son enfance et son adolescence, Langeland apprend le piano, la guitare et le chant populaire contemporain. En 1981, elle découvre le kantele, l'instrument national finlandais, qui devient son principal instrument. Après avoir étudié à Paris, à l'École Jacques Lecoq au milieu des années 1980, elle retourne en Norvège et obtient un diplôme de musicologie à l'Université d'Oslo en 1992.
Après l'obtention de son diplôme, Langeland se lance dans un vaste projet de recherche sur les chansons et la musique finlandaises, auquel participent d'autres musiciens comme Ove Berg. Avec ses enregistrements en solo et en collaboration, elle explore notamment les racines des chants runiques du Finnskogen, une région de Norvège où les Finlandais de la forêt à vocation agricole ont migré au XVIIe siècle. Parallèlement, elle interprète également des chants médiévaux. En 2001, elle publie également un livre sur les chants runiques intitulé Karhun emuu. Elle étudie également des versions populaires de kyries ainsi que plusieurs variations anciennes d'hymnes en les comparant aux arrangements de chorals d'orgue de Jean-Sébastien Bach.
En 1996, Langelund interprète sur l'album Strengen var af røde guld des ballades et autres chansons collectées par Ludvig Mathias Lindeman en 1864. Avec Anders Jormin, Morten Halle, Peter Finger et Anders Engen, elle présente plusieurs albums, tout d'abord Har Du Lyttet Til Elvene Om Natta, dont les poèmes de Hans Børli (1918-1989) constituaient la base. Lors du festival Dølajazz 2006, elle se produit avec d'autres chansons d'après Børli, issues de sa production ECM Starflowers, en compagnie des musiciens de jazz Arve Henriksen et Trygve Seim et du percussionniste finlandais Markku Ounaskari. Sur l'album The Land That Is Not, elle s'intéresse à la poésie d'Edith Södergran et d'Olav Håkonson Hauge, poètes importants du modernisme scandinave. Contrairement à ses autres albums, elle déplace une fois son travail pour l'album The Half-Finished Heaven ; à l'instigation du producteur Manfred Eicher, elle n'y enregistre, à l'exception de trois titres, que des pièces instrumentales dans lesquelles le kantele est au premier plan, soutenu par un saxophone ténor, un alto et une batterie.
L'album suivant, The Magical Forest, dans lequel, outre son quintette de jazz, l'ensemble vocal Trio Mediæval interprète des chants runiques, est distingué au quatrième trimestre 2016 dans la liste des meilleures ventes du Prix de la critique allemande du disque : « De la symbiose des deux ensembles naît une musique qui envoûte et ensorcelle, remplie de force magique, de délicatesse céleste et de beauté rugueuse. » En 2019, elle présente son œuvre Sauna Cathedral au Jazzfest Berlin avec Eivind Lønning, Maja Ratkje, Trygve Seim, Mats Eilertsen et Markku Ounaskari.

## Prix et distinctions
En 1996, Langeland reçoit le Finnskogprisen. En 1997, elle est nommée pour le Spellemannprisen dans la catégorie musique folklorique traditionnelle pour son album Strengen var af røde guld, et en 2000 pour l'album Lille Rosa pour le Spellemannprisen dans la catégorie musique folklorique traditionnelle/musique de danse traditionnelle. En 2003, elle reçoit l'Edvardpris dans la rubrique Musique dans les pays frontaliers pour sa publication Runoja. En 2004, elle reçoit, avec Ove Berg, le prix du Fonds culturel norvégien-finlandais. En 2010, elle est lauréate du prix Gammleng dans la catégorie musique folklorique traditionnelle. En 2012, elle reçoit le Sibeliusprisen.

## Discographie
- 1994 : Langt innpå skoga (Grappa Music)
- 1995 : Har du lyttet til elvene om natta? (Grappa Music)
- 1997 : Strengen var af røde guld (Grappa Music)
- 2002 : Runoja (Heilo, 2002, mit Arve Henriksen, Bjørn Kjellemyr, Pål Thowsen)
- 2005 : Sinikka Langeland, Kåre Nordstoga: Kyriekoral (Norwegian Folk Hymns and Bach Chorales) (Nordic Sound 2005)
- 2007 : Starflowers (ECM, avec Arve Henriksen, Trygve Seim, Anders Jormin, Markku Ounaskari)
- 2011 : The Land That Is Not (ECM)[6],[3]
- 2015 : The Half-Finished Heaven (ECM, avec Trygve Seim, Lars Anders Tomter, Markku Ounaskari)
- 2016 : The Magical Forest (ECM, avec Arve Henriksen, Trygve Seim, Anders Jormin, Markku Ounaskari, Trio Mediæval: Anna Maria Friman, Berit Opheim, Linn Andrea Fuglseth)[7]
- 2021 : Wolf Rune (ECM)[8]
- 2023 : Wind and Sun (ECM Records, avec Mathias Eick, Trygve Seim, Mats Eilertsen, Thomas Strønen)